# الناحية المركزية (مقاطعة أبهر)
الناحية المركزية لمقاطعة أبهر (بالفارسية: بخش مرکزی شهرستان ابهر) هي ناحية (بخش) في مقاطعة أبهر التابعة لمحافظة زنجان في إيران. بلغ عدد سكانها في تعداد عام 2006م 130278 نسمة موزعين على 34.051 أسرة. وللناحية ثلاث مدن: أبهر وصايين قلعة وهيدج. ويوجد فيها خمس مناطق ريفية: قسم أبهررود الريفي وقسم درسجين الريفي وقسم دولت أباد الريفي وقسم حومة الريفي وقسم صائين قلعة الريفي.